# 瓦倫多夫湖

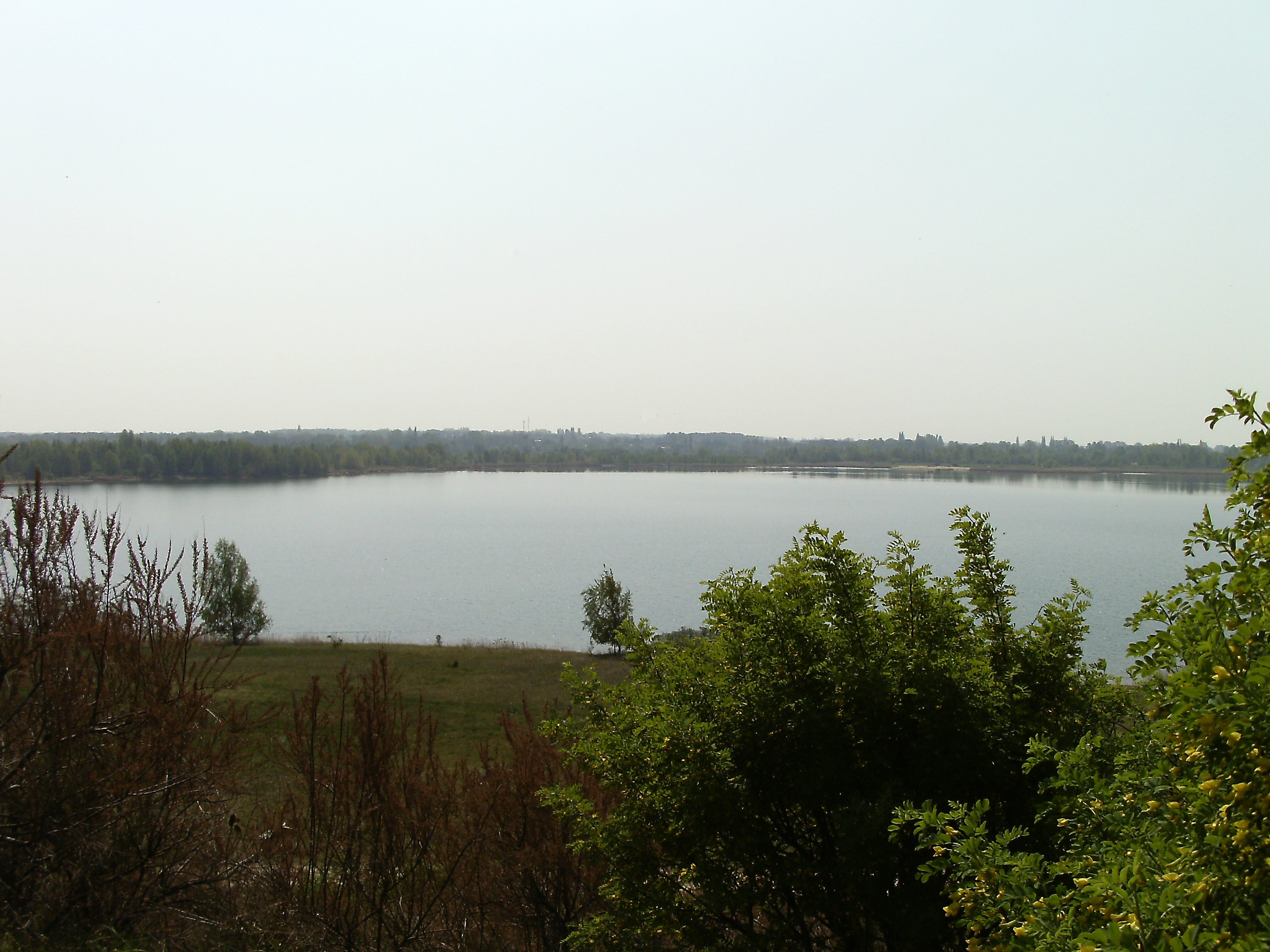

51°22′31″N 12°03′24″E / 51.375381°N 12.056751°E
瓦倫多夫湖（德語：Wallendorfer See），是德國的湖泊，位於該國東北部，由薩克森-安哈爾特州負責管轄，處於薩勒縣，面積3.4平方公里，海拔高度82米，平均水深10.5米，最大水深28米，水體容量3,600萬立方米。